# Carbutamide
Carbutamide (tên thương hiệu Glucidoral) là một loại thuốc chống tiểu đường thuộc nhóm sulfonylurea, được phát triển bởi Servier.
Nó được phân loại là thế hệ đầu tiên.
Nó được cấp bằng sáng chế vào năm 1953 và được chấp thuận cho sử dụng y tế vào năm 1956.